# Smeringopus zonatus
Smeringopus zonatus là một loài nhện trong họ Pholcidae. Loài này được phát hiện ở Ethiopia.